# ستيف كوفمان
ستيف كوفمان (بالإنجليزية: Steve Kaufman)‏ هو رسام ومخرج أمريكي، ولد في 29 ديسمبر 1960 في ذا برونكس في الولايات المتحدة، وتوفي في 12 فبراير 2010 في فيل في الولايات المتحدة.

## وصلات خارجية
- الموقع الرسمي